# 흔들리는 여자
흔들리는 여자(The Girl In A Swing)는 미국에서 제작된 고든 헤슬러 감독의 1988년 드라마, 멜로/로맨스, 스릴러 영화이다. 멕 틸리 등이 주연으로 출연하였고 저스터 베처 등이 제작에 참여하였다.

## 출연

### 주연
- 멕 틸리
- 루퍼트 프레이저

### 조연
- 니콜라스 르 프레보스트
- 엘스펫 그레이
- 린시 박스터
- 진 보트
- 로나 헤일브론
- 헬렌 체리
- 수 엘리어트
- 준 엘리스
- 패트릭 갓프레이
- 프레스턴 락우드
- 마이클 멜리아
- 트린 미첼센
- 힐러리 민스터
- 소피 터스필드

## 제작진
- 원작자: 리처드 애덤스
- Ass-PD: 페르닐레 시스바이